# Purius pilumnia
Purius pilumnia är en fjärilsart som beskrevs av Stoll 1780. Purius pilumnia ingår i släktet Purius och familjen björnspinnare. Inga underarter finns listade.

## Bildgalleri

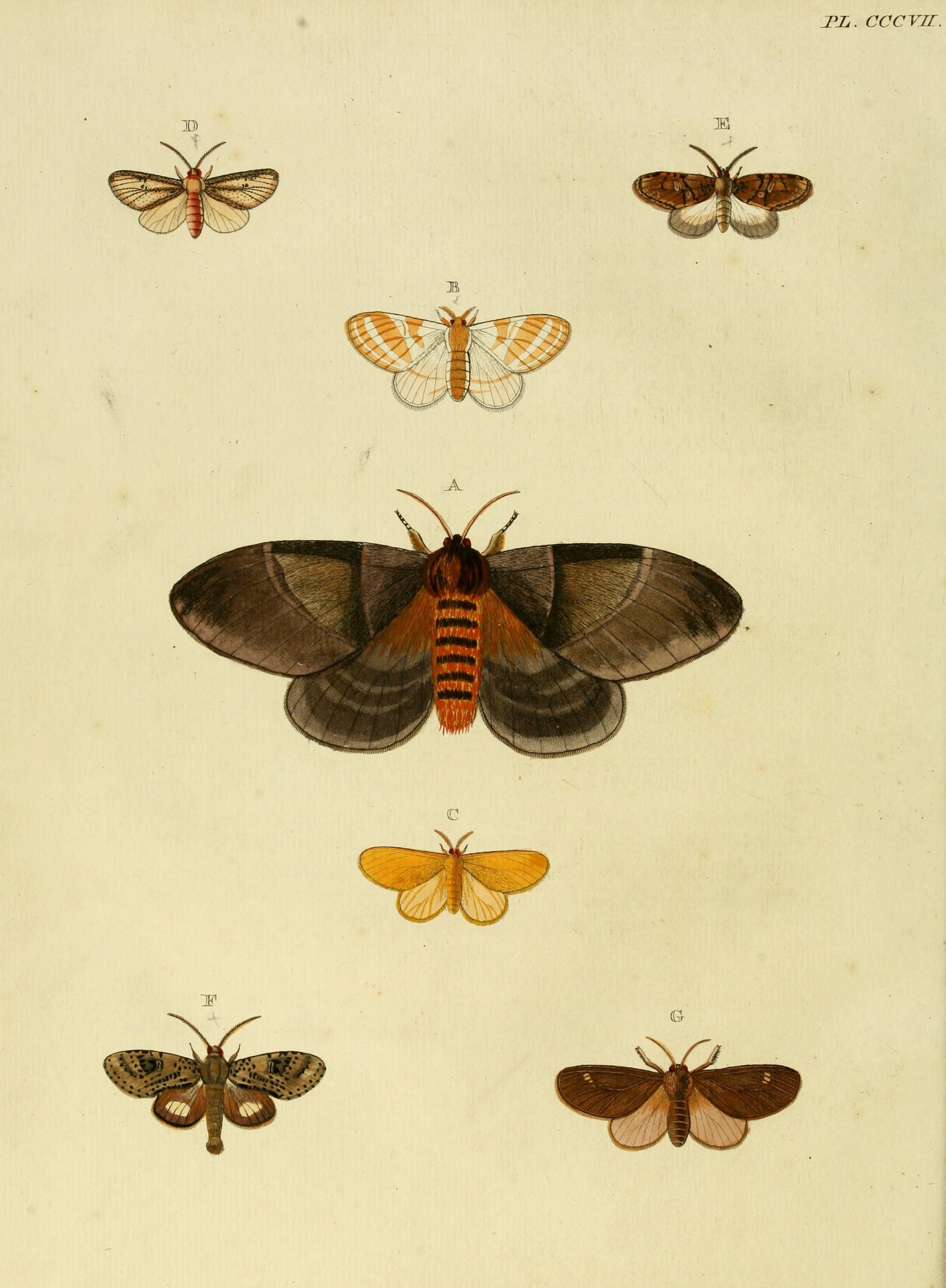